# 8345 Ульмершпац
8345 Ульмершпац (8345 Ulmerspatz) — астероїд головного поясу, відкритий 22 січня 1987 року.
Тіссеранів параметр щодо Юпітера — 3,423.